# Trianoptiles capensis
Trianoptiles capensis är en halvgräsart som först beskrevs av Ernst Gottlieb von Steudel, och fick sitt nu gällande namn av William Henry Harvey. Trianoptiles capensis ingår i släktet Trianoptiles och familjen halvgräs. Inga underarter finns listade i Catalogue of Life.